# Big Stone City
Big Stone City es una pequeña localidad de  Estados Unidos ubicada a orillas del lago Big Stone que le da nombre, en el condado de Grant del estado de Dakota del Sur. En el Censo de 2010 tenía una población de 467 habitantes y una densidad poblacional de 150,38 personas por km².

## Geografía
Big Stone City se encuentra ubicada en las coordenadas 45°18′12″N 96°28′10″O / 45.30333, -96.46944. Según la Oficina del Censo de los Estados Unidos, Big Stone City tiene una superficie total de 3.11 km², de la cual 3.1 km² corresponden a tierra firme y (0.08%) 0 km² es agua.

## Demografía
Según el censo de 2010, había 467 personas residiendo en Big Stone City. La densidad de población era de 150,38 hab./km². De los 467 habitantes, Big Stone City estaba compuesto por el 97.86% blancos, el 0% eran afroamericanos, el 0.21% eran amerindios, el 0.43% eran asiáticos, el 0% eran isleños del Pacífico, el 1.07% eran de otras razas y el 0.43% pertenecían a dos o más razas. Del total de la población el 1.28% eran hispanos o latinos de cualquier raza.